# قلعه خضرآباد
قلعه خضرآباد قلعه‌ای تاریخی در شهرستان کوهسرخ، روستای خضرآباد، ۳۰ کیلومتری شمال غربی شهر ریوش قرار دارد و قلعه‌ای قدیمی با مساحت تقریبی ۱۰۰۰۰ متر مربع می‌باشد که امروزه این قلعه کاملاً تخریب شده و بقایای چند برج به چشم می‌خورد.